# Die jungen Zillertaler
Die jungen Zillertaler est un groupe de volkstümliche Musik autrichien originaire de Strass im Zillertal, dans le land de Tyrol.

## Histoire
La compilation PartyKracher - Die grössten Hits der JuZis est numéro un des ventes en Autriche le 9 février 2018.
L'album Megageil im Juzi-Style est numéro un des ventes en Autriche du 23 août 2019 au 12 septembre 2019.

## Style
Le style change de 1997 à 2007 de la musique folklorique classique à un mélange d'éléments de musique rock, pop et folk. De plus, les textes traitent rarement de sujets graves, mais d’événements, de circonstances ou d'actions humoristiques.

## JUZIopenair
Chaque année, à la mi-août, les fans du groupe se rencontrent au JUZIopenair de Strass im Zillertal, qui se tient depuis 2000. Le jeudi a lieu la soirée de bienvenue des groupes de fans. Le deuxième jour de l'événement, une randonnée pour les fans est organisée dans les montagnes du Zillertal. Samedi, le grand concert en plein air a lieu sur le terrain du festival et se termine traditionnellement par le concert des "JUZI" et par un grand feu d'artifice. En 2018, près de 7 000 visiteurs sont présents sur les quatre journées de l'événement.

## Discographie
Albums
- Starke Idole (1996)
- Für di alloa (1999)
- Gipfelwind im Bluat (2000)
- Gas gebn, abhebn, frei sein (2002)
- Typisch Zillertal (2003)
- Auf der Bruck trara! (2005)
- Tannenzapfenzupfen (2006)
- Tiroler Burschen (2007)
- So a schöner Tag (2008)
- Gipfeltreffen - Drobn aufm Berg (2009)
- Wickie (2009)
- Mayday! Mayday! Spaß an Bord! (2010)
- Hoch hinaus mit der Maus! (2011)
- Live! Juzi Open Air (2012)
- Ohne dich (schlaf ich heut Nacht nicht ein) (2013)
- 300 % Juzi (2014)
- 100 Mal verrückter (2015)
- Hammer! (2016)
- Drei Juzis für ein Halleluja (2017)
- PartyKracher - Die grössten Hits der JuZis (2018)
- Obercool im Haifischpool (2018)
- Megageil im Juzi-Style (2019)

## Source de la traduction
- (de) Cet article est partiellement ou en totalité issu de l’article de Wikipédia en allemand intitulé « Die jungen Zillertaler » (voir la liste des auteurs).